# Techno de Détroit
 (juin 2011).
Genres dérivés
Techno
Genres associés
Techno minimale, ghettotech
La techno de Détroit est un style de musique techno qui recense généralement les chansons de groupes et musiciens originaires de Détroit composées pendant les années 1980 et au début des années 1990. La techno de Détroit est à la fois proche de la musique électronique européenne des années 1970 (le groupe Kraftwerk tout particulièrement) mais aussi du P-funk (le style de George Clinton).

## Histoire

### Origines
La techno apparaît à Détroit essentiellement sous l'impulsion de Juan Atkins, Derrick May et Kevin Saunderson, formant le groupe The Belleville Three, bien que ShareVari (1981) du groupe A Number of Names et les premières compositions de Cybotron (1981) peuvent être considérés comme étant la véritable naissance du son techno. L'existence d'un réseau de radios très ouvert (WCHB, WGPR et surtout WJLB avec le DJ Charles The Electrifying Mojo) ainsi que de quelques discothèques (le Music Institute par exemple,) a créé un cadre favorable à l'essor de la techno. Directement en contact avec les pionniers précités, une deuxième vague les talonne, dont les plus marquants sont Jeff Mills et Mad Mike qui fondent le label Underground Resistance et livrent une techno rapidement très dure en même temps que plusieurs hymnes rave.
Le style se différencie de la house originelle de Chicago par une plus grande dureté des sonorités, un abandon quasi total de la voix, des mélodies plus sombres, une structure musicale plus volontiers répétitive et l'omniprésence du « pied » de grosse caisse qui devient l'élément central des compositions : la ligne de basse et la ligne de percussion montent en puissance. Les types d'accords sont empruntés au funk ou au jazz. La continuité par couches successives des morceaux permet un mixage et des transitions plus aisées pendant une prestation de DJ. Les créateurs font le parallèle entre leur musique et la ville de Détroit, en grande partie tributaire de l'industrie automobile qui a connu au début des années 1980 une très grande crise économique. La techno traduit à la fois la désolation d'un monde industriel en fin de vie et l'espoir de jours meilleurs grâce aux nouvelles technologies, ainsi les allusions à la science-fiction sont courantes. Mad Mike en particulier, inscrit le label Underground Resistance dans une mythologie d'anticipation confinant au politique, en professant une forme de « révolution électronique » menée par le son et le tempo, qui doit faire exploser les monopoles des Majors du disque et renverser les productions mercantiles.

### Évolutions
Encore marginale aux États-Unis[réf. nécessaire], la techno prend son essor en Europe où elle sera le vecteur d'un renouveau musical durable mais également à l'origine de phénomènes sociaux comme les raves. De nombreux genres apparaissent dans les années 1990 tandis qu'à Détroit une seconde vague de musiciens apportent un complément plus « intellectuel » au style (Underground Resistance, Suburban Knight, Carl Craig). Après s'être répandue dans le monde entier, la techno a connu de multiples transformations et de très nombreux styles ont émergé au point que l'appellation « techno » se voit remplacée par la formule « musique électronique » (d'ailleurs plus politiquement correcte).  Les créateurs originaux obtiennent une reconnaissance officielle au début des années 2000 (ex. le succès du Detroit Electronic Music Festival et de la galerie au Detroit institute of Arts) mais la techno reste toujours difficile d'accès, et reste peu populaire aux États-Unis[réf. nécessaire].
L'expression « techno de Détroit » est apparue par nécessité, pour distinguer de la commercialisation grandissante de la production techno mondiale cette techno originelle, caractérisée encore aujourd'hui par une dimension mélodique très spécifique. Ainsi l'expression « techno de Détroit » renvoie-t-elle aujourd'hui[Quand ?] à la fois à l'ensemble de la techno produite à Détroit, mais aussi au niveau purement stylistique aux compositions de producteurs n'étant pas des habitants de Détroit, tels B12, Vince Watson ou Joris Voorn.

## Caractéristiques
L'apparition du home studio permet aux premiers créateurs house et techno de produire leur musique sans la contrainte d'une maîtrise musicale poussée, d'une maison de disques et sans grosses dépenses. L'usage systématique d'instruments électroniques à l'époque déconsidérés et totalement dévalués (Roland TR-909, Roland TB-303, Yamaha DX100...) donne une couleur sonore particulière aux premières compositions, une signature immédiatement reconnaissable. Une conséquence inattendue de cette utilisation peu orthodoxe de la technologie est la remise en cause des interfaces peu intuitives des synthétiseurs et des logiciels musicaux et vidéos.

## Groupes et artistes notables
Parmi les artistes principaux du genre, certains sont considérés comme fondateurs dont notamment Cybotron, Juan Atkins, puis plusieurs vagues d'artistes renouvellent le genre. Les fondateurs incluent Cybotron (Juan Atkins et Richard Davis), Juan Atkins, Derrick May, Kevin Saunderson, Eddie Fowlkes, James Pennington, Inner City (Kevin Saunderson et Paris Grey), et Blake Baxter.
La deuxième vague inclut Underground Resistance, Jeff Mills, Mad Mike, Robert Hood, Carl Craig, Octave One, Anthony Shakir, Drexciya (James Stinson et Gerald Donald), Stacey Pullen, et Kenny Larkin.
La troisième vague inclut Claude Young, Aux 88, DJ Rolando, Jay Denham, Kelli Hand, Random Noise Generation, Scan 7, Omar-S, Mike Huckaby et DeepChord.